# Diaethria anna
Diaethria anna là một loài bướm ngày ở khu vực rừng nhiệt đới ẩm từ Costa Rica đến México. Vài dịp hiếm nó cũng được tìm thấy ở nam Texas. Sâu bướm ăn các loài cây nhiệt đới trong họ elm và soapberry. Các phụ loài gồm:
- Diaethria anna anna
- Diaethria anna salvadorensis

## Hình ảnh

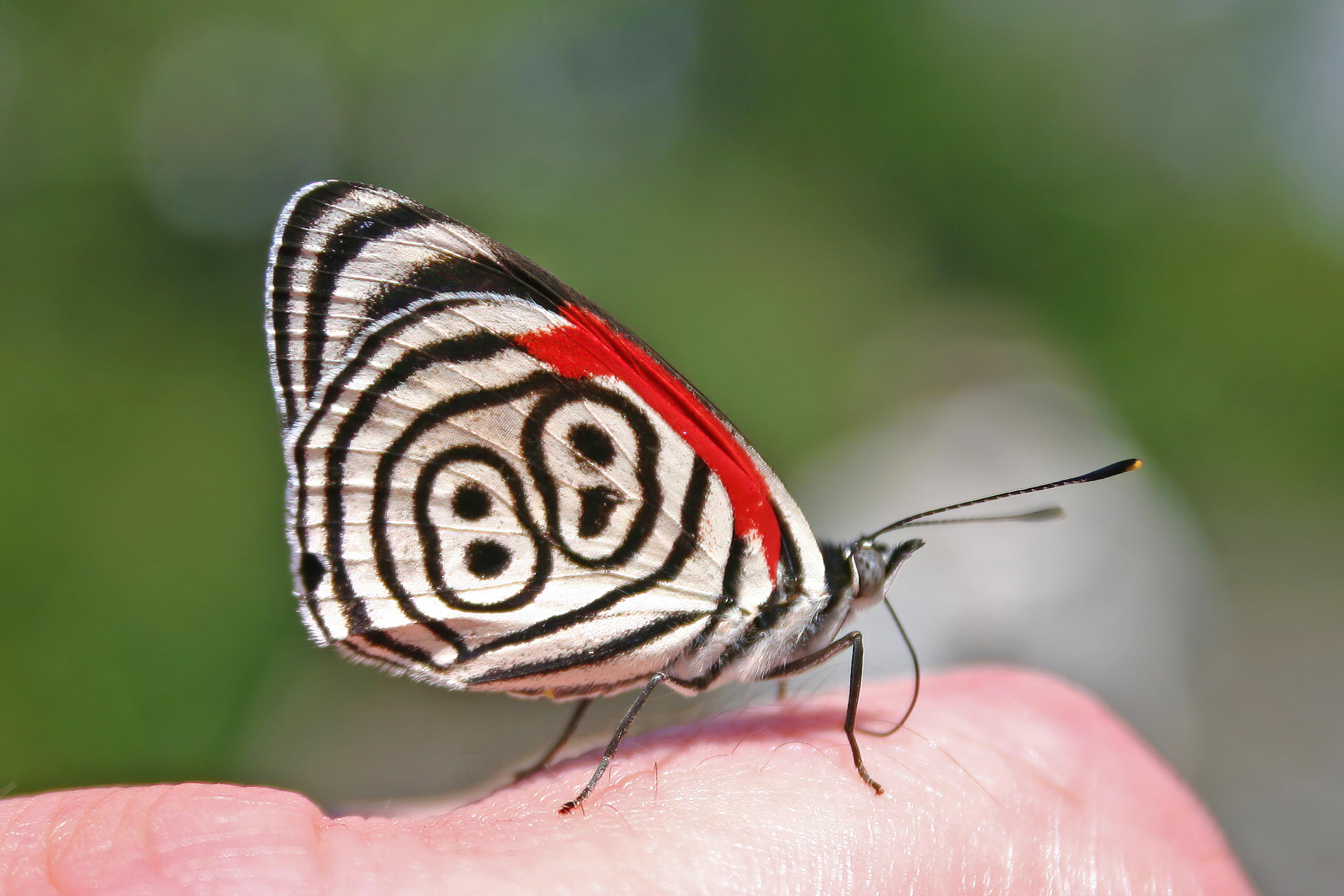
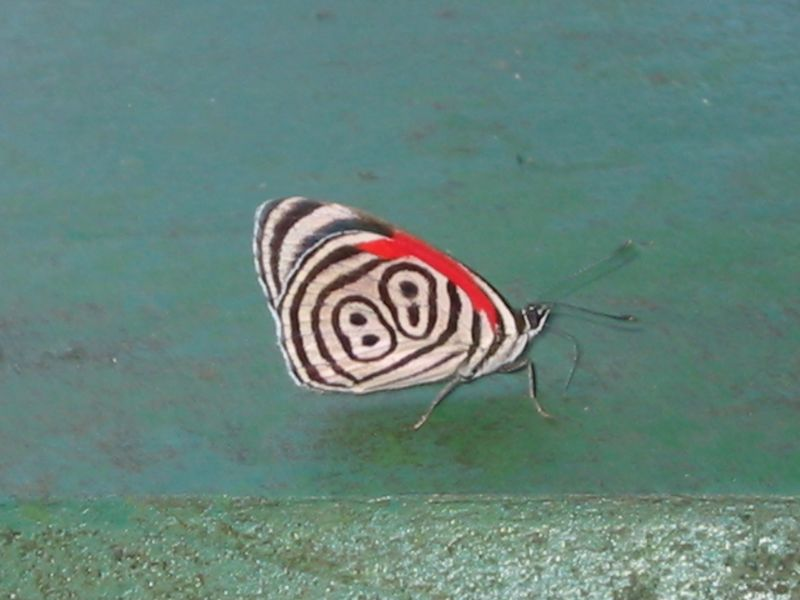